# 丸住製紙

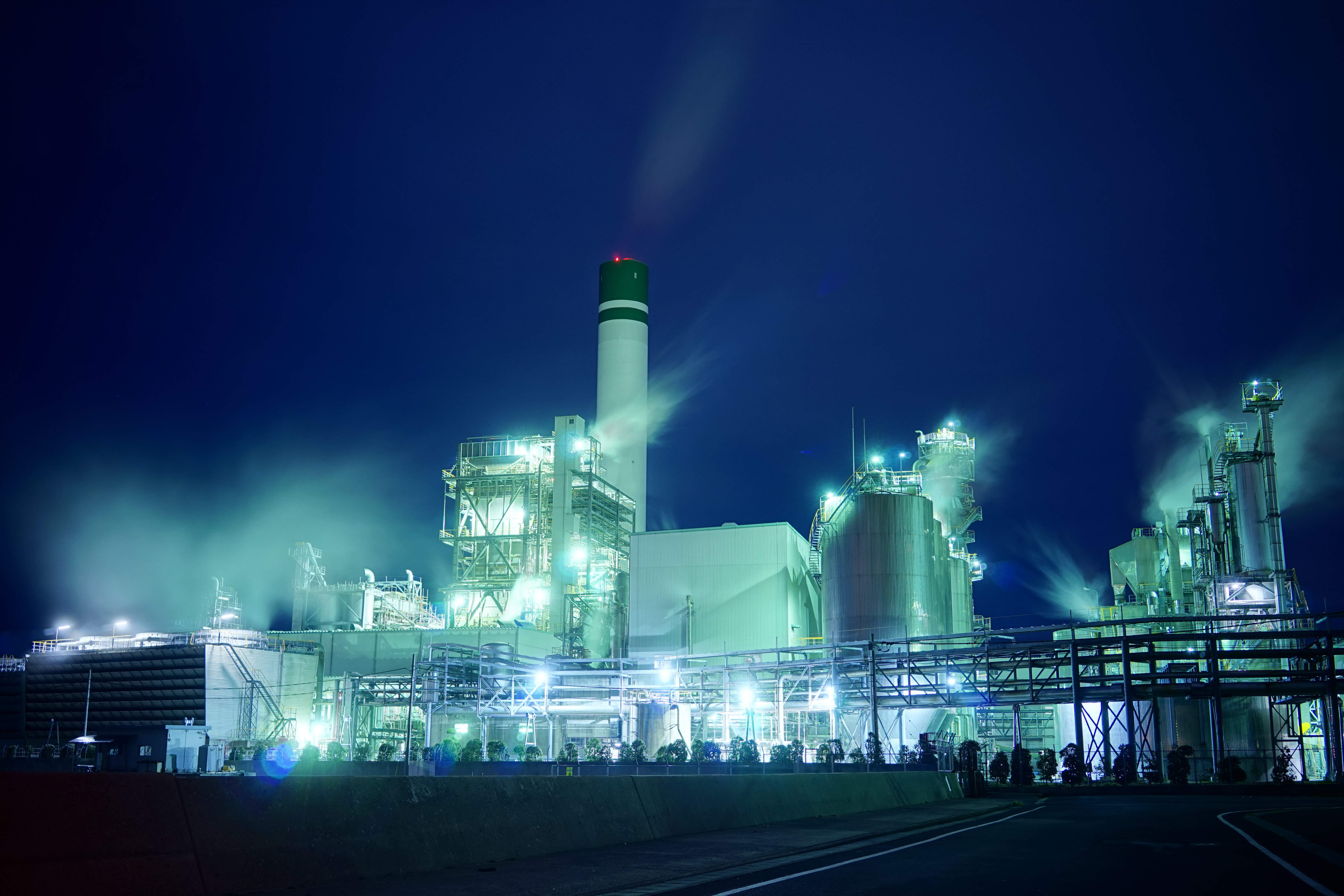
丸住製紙

丸住製紙株式会社（まるすみせいし）は、愛媛県四国中央市川之江町に本社がある日本の製紙企業。丸紅グループの企業であり丸紅の持ち分法適用会社である。

## 概要
新聞や出版物、印刷などに使われる洋紙を主力事業とし、売り上げの7割を占めている。中でも、新聞用紙は年間17万トン生産する国内4位の生産量を誇っている。この他、パルプやペーパータオル、ウェットテッシュなどの衛生用紙を手がける他、発電事業などを手がけている。
1919年に星川今太郎が手漉和紙の生産から事業を開始し、創業家の星川家が歴代代表を務めるオーナー企業である。星川知之社長が王子製紙の社長などと並んで「日本製紙連合会」の常任理事をつとめるなど、非上場とはいえ業界で一目置かれていた。
ピーク時の2008年には743億円を売り上げていたが、デジタル化による新聞用紙の需要減少などを背景に、2024年には420億円まで売り上げが減少。2022年11月までの1年間の決算ではおよそ117億円の赤字を計上した。2023年4月には借入先の金融機関16行に元本返済猶予（リスケジュール）を要請し、私的整理手続きに着手。私的整理手続に沿って、同年11月に自主再建を目指し、リスケ型の事業再生計画案を策定した。こうした中、2025年2月にデジタル化で需要が減少していることなどから新聞用や印刷用に使われ売り上げの7割を占める洋紙の生産を終了すると発表した。

### 経営破綻
2025年2月28日、東京地方裁判所に民事再生法の適用を申請した。負債総額は約590億円としている。愛媛県内に本社を置く企業では2番目の負債規模となった。関連会社の丸住ラインと丸住エンジニアリングも同じく東京地方裁判所に民事再生法の適用を申請した。2月17日に取引先の一部に新聞などの用紙事業からの撤退を報告し、法的申請の2日前の26日に定時株主総会を開催したばかりだった。
3月に行われた債権者集会ではパルプ、衛生紙、電力事業については継続の意向を示したが、4月上旬の従業員向けの説明会で丸住製紙側が3事業に関わる生産ラインなどを全て停止し主要事業からほぼ撤退する考えを表明。約480名の従業員のうち、約8割にあたる400名を削減する方針が示された。市内の製紙会社などにパルプを供給していた生産ラインと、売電のための設備はいずれも3月末の定期検査後から停止した。

## 主要事業所
- 本社･川之江工場 - 愛媛県四国中央市川之江町826番地
- 大江工場 - 愛媛県四国中央市川之江町4085番地
- 営業本部（東京支社） - 東京都中央区銀座5丁目13番16号 ヒューリック銀座イーストビル2F
- 大阪支店 - 大阪府大阪市北区中之島2丁目3番18号 中之島フェスティバルタワー19F
- 名古屋支店 - 愛知県名古屋市中村区名駅3丁目21番7号 名古屋三交ビル8F
- 九州支店 - 福岡県福岡市中央区渡辺通4丁目10番10号 紙与天神ビル5F

## 歴史
1919年に四国中央市の金生川沿いで手漉和紙工場として創業。第二次世界大戦中の企業整備で丸井工場などと合併して丸井製紙株式会社となったが、1946年に丸井製紙第二工場（金生）が丸住製紙株式会社として分離し独立した。1951年には三和パルプ金生工場を買収して丸住製紙第二工場とし、さらに第一工場に74インチ長網抄紙機を新設して新聞用紙の生産に乗り出すまでに成長した。1954年4月にはかつてはいっしょだった丸井製紙の倒産工場を買収して丸住製紙川之江工場とした。
臨海部の大江工場をはじめ設備投資を重ね、原料から製品までの一貫生産体制を整えた製紙会社に成長した。

### 沿革
- 1919年7月 - 星川今太郎が手漉和紙の製造開始。
- 1946年2月 - 「丸住製紙株式会社」設立。
- 1954年3月 - 丸井製紙株式会社を吸収合併、川之江工場として発足。
- 1955年11月 - 本社を金生工場から川之江工場へ移転。
- 1956年12月 - 川之江工場に6号（後の1号）抄紙機設置、GP製造設備完成。
- 1964年2月 - 川之江工場に7号（後の2号）抄紙機設置。
- 1967年
  - 7月 - 川之江工場に8号（後の3号）抄紙機および連続6段パルプ漂白設備完成。
  - 11月 - 北米よりチップ専用船「丸住丸」初入港。
- 1968年1月 - 川之江工場に連続KP製造設備一式完成。
- 1970年3月 - 川之江工場に4号抄紙機およびRGP製造設備完成。
- 1971年12月 - 川之江工場に総合排水処理設備完成。
- 1972年
  - 6月 - 丸住ライン株式会社を設立。
  - 10月 - 本社社屋（本館3階建て）完成。
- 1973年4月 - 川之江工場に5号抄紙機およびRGP製造設備増設。
- 1974年10月 - 株式会社丸住興産を設立。
- 1978年
  - 3月 - 川之江工場にDIP製造設備完成。
  - 9月 - 川之江工場にTMP製造設備完成。
- 1979年12月 - 大江工場が完成、操業開始（1号抄紙機、TMP製造設備、自家発電設備および総合排水処理設備完成）。
- 1987年12月 - 金生工場の抄紙機が操業停止。
- 1988年4月 - 大江工場の2号抄紙機、DIP製造設備、CTMP製造設備、自家発電設備増設。
- 1990年
  - 2月 - 本社社屋（新館、6階建て）完成。
  - 7月 - 川之江工場に上質DIP設備完成。
- 1991年11月 - 川之江工場に酸素漂白設備完成。
- 1995年7月 - 丸紅と共同出資でニュージーランドに「マルスミワンガレイ株式会社」を設立。
- 1996年
  - 4月 - 丸住テック株式会社を設立。
  - 7月 - 川之江工場に4号ボイラー完成。
- 1998年2月 - 大江工場に3号抄紙機完成。
- 2000年
  - 3月 - 大江工場、6号ボイラー完成。
  - 7月 - 大江工場、7号ボイラー完成。
- 2002年1月 - 大江工場に新DIP製造設備完成。
- 2007年
  - 9月 - 大江工場に連続KP製造設備一式完成。
  - 11月 - 丸住エンジニアリング株式会社を設立。
- 2011年12月 - 売電事業開始。
- 2014年
  - 3月 - 梅ノ木太陽光発電所が完成。
  - 8月 - 東部太陽光発電所が完成。
- 2015年4月 - 「しこくグリーンファーム」を設立し、農業分野に参入[13]。
- 2016年6月 - 大江工場、9号ボイラー完成。
- 2018年3月 - 大江工場、土質改良材製造設備完成。
- 2021年
  - 7月 - 大江工場にウェットテッシュ加工設備完成、CNF開発センター開設、CNFパイロットプラント完成。
  - 10月 - 大江工場にペーパータオル加工設備完成。
- 2022年
  - 4月 - 家庭向け衛生用紙ブランド「エミナス」の商品販売開始[14]。
  - 5月 - 大王製紙と技術提携の基本契約を締結[15]。
- 2023年
  - 2月 - 川之江工場、抄紙機操業停止。
  - 4月 - 大江工場、4号抄紙機・加工設備完成。
- 2025年
  - 2月 - 東京地方裁判所に民事再生法の適用を申請[7]。
  - 4月 - 東京支社、大阪支店、九州支店、名古屋支店を閉鎖。

## 関連会社
- 丸住テック株式会社（紙パルプ製造に関する請負業務）
- 丸住エンジニアリング株式会社（紙管・工業薬品製造販売、紙加工、鉄工他）
- 丸住ライン株式会社（内航運送業、内航運送取扱業他）
- マルスミワンガレイ株式会社(チップ製造、集荷、輸出販売)
- 株式会社カミオー(紙販売)
- トーヨデンサン株式会社（情報処理サービス、ソフトウエアの開発・販売他）